# Lewdeitzia lunata
Lewdeitzia lunata är en insektsart som beskrevs av Dietrich och Mckamey 1995. Lewdeitzia lunata ingår i släktet Lewdeitzia och familjen hornstritar. Inga underarter finns listade i Catalogue of Life.